# Armeniens filmhistoria
Den armeniska filmen föddes den 16 april 1923, när den Armeniska Statliga Kommittén för Film etablerades på regeringens initiativ.
I mars 1924 startades Armeniens första filmstudio: Armenfilm (armeniska: Հայֆիլմ: Hajkino, som är en sammansättning av Hajastan och "kino", men är mest känt under det ryska namnet Armenkino) i Jerevan, vars första film blev dokumentären Sovjetarmén (1924). 
Namus (1926) var den första armeniska spelfilmen. Den regisserades av Hamo Beknazarjan och baserades på en pjäs av Aleksandr Sjirvanzade som handlar om ett förälskat par vars föräldrar redan i parets barndom bestämt att de ska gifta sig med varandra. Men p.g.a. namus, en muslimsk hederstradition, gifter flickans far bort henne med en annan man.
Armeniens första ljudfilm, Pepo, kom 1935 och regisserades, som Namus, av Hamo Beknazarjan. 
Några nutida armeniska regissörer som gjort sig kända internationellt är:
- Sergej Paradzjanov
- Michail Vartanov
- Artavazd Pelesjan

Den georgienfödda regissören Sergej Paradzjanov hade armenienfödda föräldrar. Hans Granatäpplets färg (1970) räknas till den armeniska filmens mästerverk. 